# IQ-isme
IQ-isme is een model om ongelijke schoolprestaties tussen leerlingen op school te verklaren. Het is een vorm van een deficit-verklaringsmodel, waarbij men de ongelijke schoolprestaties gaat toeschrijven aan de leerlingen of hun ouders zelf. Een deficit-verklaring interpreteert ongelijke prestaties als een soort tekort bij de persoon zelf: bijvoorbeeld een gebrek aan intelligentie, motivatie, interesse of betrokkenheid. Bij het IQ-isme wordt een tekort aan intelligentie aangewezen als reden waarom sommige leerlingen slechter presteren op school. 
Naast het linken van schoolprestaties aan intelligentie, gaat men binnen het IQ-isme de IQ-scores ook verbinden aan de afkomst. Mensen met een bepaalde etniciteit hebben volgens deze stroming een lager IQ, wat de lagere schoolprestaties van deze etnische groep zou verklaren. IQ-isme stelt dus dat er een correlatie is tussen afkomst en IQ-score - hetgeen deels waar is; zie de tweede alinea onder 'Kritiek op IQ-isme' - en tussen IQ en schoolprestaties. De conclusie die hieruit volgt is dat etnische minderheden slechter presteren op school omdat ze lagere IQ-scores hebben.

## Verwante theorieën

### Fixed mindset
Het IQ-isme valt te linken aan het idee van een ‘fixed mindset’. De concepten van ‘fixed’ en ‘growth’ mindset werden uitgewerkt en verdedigd door psychologe Carol Dweck. Zij gebruikt de concepten van ‘fixed’ en ‘growth’ mindset om mensen in twee categorieën onder te verdelen.
Mensen met een fixed mindset geloven dat hun basisvaardigheden, hun intelligentie en hun talenten vaste, aangeboren eigenschappen zijn. Ze zien hun intelligentie en capaciteiten als zaken die vastgelegd, statisch en onveranderbaar zijn.
Hiertegenover staan mensen met een growth mindset (groeimindset). Zij zien hun talenten en capaciteiten als iets dat ontwikkeld kan worden door inspanning, goed onderwijs en doorzettingsvermogen. Het onderliggende idee is dus dat iedereen slimmer kan worden. Intelligentie wordt hier met andere woorden gezien als iets kneedbaars.

### Biologische deficitmodellen
Bij een biologisch deficitmodel vertrekt men van het idee dat bepaalde etnische groepen biologisch of genetisch gezien inferieur en minder intelligent zijn dan andere groepen. IQ-isme valt hier dus ook onder. Aanhangers van biologische deficit-modellen zien de biologische verschillen tussen mensen als verklaring voor het verschil in onderwijsprestaties tussen verschillende etnische groepen. Een gekend voorbeeld van een biologisch deficitmodel is de rassenleer die in nazi-Duitsland gehanteerd werd tijdens de Tweede Wereldoorlog.

### Racialisme / rassen realisme
Bij het racialisme (door sommigen ook rassenrealisme genoemd) erkent men het concept ras als manier om mensen in verschillende categorieën in te delen. Aanhangers van deze stroming proberen het verband tussen DNA en intelligentie aan te tonen door middel van genetisch onderzoek naar raciale verschillen. Er is veel kritiek op deze visie.

### The Bell Curve
Hoogleraar Richard Hernnstein en politiek wetenschapper Charles Murray publiceerden in 1994 een boek getiteld ‘The Bell Curve’. Dit controversiële boek bespreekt hoe het IQ een voorspeller kan zijn van allerlei factoren als inkomen, criminaliteit, sociaal-economische status, opleidingsniveau van de ouders … In het boek zijn ook twee hoofdstukken gewijd aan raciale verschillen in intelligentie en de maatschappelijke gevolgen hiervan.

## Kritiek op IQ-isme
Een eerste kritiek op het IQ-isme is dat IQ-scores niet cultuurvrij of cultuurneutraal zijn. Zo zijn er vragen in IQ-testen die meer aanleunen bij bepaalde culturen en hun gebruiken en  daarom dus niet neutraal zijn voor iedereen. Ook non-verbale intelligentietesten waarbij men onder andere puzzels met vierkanten en cirkels moet oplossen zijn niet cultuurneutraal. Sommige vragen gaan namelijk uit van een ‘links-naar-rechts’-logica, zoals sommige talen die van links naar rechts gelezen worden. Niet elke taal leest echter van links naar rechts en daarom zijn ook deze testen niet cultuurneutraal.
Ten tweede is het problematisch om IQ-scores als iets statisch te zien. Onderzoeken hebben aangetoond dat een IQ-score van een persoon kan stijgen of dalen naargelang de omgeving en de kansen die men krijgt. Zo zien onderzoekers een verschil op vlak van IQ-scores tussen kinderen uit een gezin met een hoge sociaal economische status en kinderen uit gezinnen met een lage sociaal-economische status. De omgeving heeft dus een invloed op de IQ-score van een persoon. De vraag is in hoeverre de etnische afkomst daarin een rol speelt.
Ten derde heeft onze IQ-score niet enkel invloed op onze schoolse prestaties, maar andersom geldt hetzelfde: schoolprestaties hebben ook een invloed op ons IQ. Kinderen die op school bepaalde kennis en vaardigheden hebben opgedaan, hebben een grotere kans om een hogere IQ-score te halen dan kinderen die deze kennis en vaardigheden niet hebben opgedaan.